# サランドラ (映画)
『サランドラ』（The Hills Have Eyes）は、1977年のアメリカ映画。2006年にはリメイクの『ヒルズ・ハブ・アイズ』が公開された。

## 概要
かつて核実験場だった土地にやって来た旅行者達が、奇形の殺人鬼達(ソニー・ビーンとその一家をモデルにしている)に襲われる様を描いたホラー映画。監督・脚本・編集は『エルム街の悪夢』、『スクリーム』のウェス・クレイヴン、特殊メイクは『ヘルナイト』、『デビルズ・ゾーン』のケン・ホーンが担当。
日本公開時（7年遅れ）は配給の東宝東和によって本編には登場しないジョギリ（改造牛刀）を描いたポスターなどによる宣伝が行なわれた。東宝東和はジョギリのレプリカをわざわざ作り、劇場に展示していたが映画本編を見た後に怒った観客によって「嘘つき」と落書きされへし折られていた。当時の東宝東和作品では時折こうした虚偽交じりの誇大宣伝のケースがいくつかあった。
邦題の『サランドラ』は四大精霊の「サラマンダー（サラマンドラ）」をもじったものである。続編は『サランドラ II』。

## キャスト
- ブレンダ - スーザン・レイニア
- ボビー - ロバート・ヒューストン
- ダグ - マーティン・スピアー
- リン - ディー・ウォレス
- エセル - ヴァージニア・ヴィンセント
- ボブ - ラス・グリーブ
- ジュピター - ジェームズ・ウィットワース
- プルート - マイケル・ベリーマン
- ルビー - ジェイナス・ブライス
- マース - ランス・ゴードン
- マーキュリー - ピーター・ロック
- フレッド - ジョン・スティードマン

## DVD
2006年3月8日にキングレコードから発売された。レンタル版もあり。
- サランドラ コレクターズ・エディション
- サランドラ 初回限定ツインパック（サランドラとサランドラ IIのセット）